# Konvencija o kibernetski kriminaliteti
Konvencijo o kibernetski kriminaliteti (ali »Budimpeštanska konvencija«) je sprejel Svet Evrope, 24. julija 2002, v veljavo je stopila 1. julija  2004. Države članice Sveta Evrope so nato 26.februarja 2004, podpisale Dodaten protokol h Konvenciji o kibernetski kriminaliteti, ki obravnava inkriminacijo rasističnih in ksenofobičnih dejanj, storjenih v računalniških sistemih in je v veljavo stopil 1. marca 2006.
Predstavlja prvi mednarodni akt, ki obravnava kibernetsko kriminaliteto z vidika priporočil, ki naj jih upoštevajo podpisnice pri oblikovanju in reformi notranjega prava. Konvencija med drugim predstavlja tudi splošen okvir mednarodnega sodelovanja preiskovalcev, saj so meje nacionalnih jurisdikcij pri kibernetskem kriminalu najpogosteje presežene.
Svet Evrope je s sprejemom Konvencije o kibernetski kriminaliteti želel zadovoljiti potrebo po skupni kriminalitetni politiki, katere cilj je varovanje družbe pred kaznivimi dejanji, ki se dogajajo v kibernetskem prostoru. Pri tem se zavedajo nastalih sprememb zaradi digitalizacije, zbliževanja in nenehne globalizacije računalniških omrežij, zato je dejstvo, da obstajajo nevarnosti izvrševanja kaznivih dejanj s pomočjo računalniških sistemov in elektronske informacije, zaskrbljujoče. Prav tako se je potrebno zavedati, da se lahko v kibernetskem prostoru shranjujejo in po omrežjih prenašajo dokazi o kaznivih dejanjih .
V Konvenciji so najprej opisani pomeni izrazov, kot so računalniški sistem, računalniški podatki, ponudnik storitev, podatki o prometu, itd. V drugem poglavju so opisani ukrepi, ki bi jih bilo potrebno sprejeti na državni ravni. Ukrepi na področju materialnega prava se tičejo kaznivih dejanj zoper zaupnost, celovitost in dostopnost računalniških podatkov ter sistemov, kazniva dejanja povezana z računalnikom, kazniva dejanja povezana z vsebino, kazniva dejanja povezana s kršitvijo avtorskih in sorodnih pravic ter odgovornost udeležencev pri kaznivih dejanjih in pa sankcije. Na področju procesnega prava pa opredeljuje splošne določbe, dolžnost takojšnjega zavarovanja shranjenih računalniških podatkov, odredbo za pripravo ter zbiranje računalniških podatkov v dejanskem času. V tem poglavju je opredeljena tudi sodna pristojnost. Tretje poglavje se osredotoča predvsem na mednarodno sodelovanje. Ponovno so najprej opredeljena splošna načela, ki so povezana z mednarodnim sodelovanjem in načela za izročitev. Opredeljuje tudi posebne določbe, kamor spada medsebojna pomoč pri začasnih ukrepih, medsebojna pomoč pri preiskovalnih pooblastilih in omrežje 24/7. V četrtem poglavju so zapisane končne določbe, kjer so opisani pogoji za podpis in začetek veljavnosti pogodbe, ozemeljska veljavnost, izjave in spremembe veljavnosti. Obstaja tudi dodatni protokol h konvenciji, ki obravnava inkriminacijo rasističnih in ksenofobičnih dejanj, storjenih v računalniških sistemih.
Slovenija leta 2012 še ni prilagodila svojega Kazenskega zakonika spremembam in hitremu razvoju na področju digitalnih tehnologij in groženj povezanih z njimi. Tako slovenski Kazenski zakonik še ni implementiral zahtev, ki jih postavlja Konvencija o kibernetski kriminaliteti. V primerjavi s številnimi drugimi državami, ki so že presegle tradicionalni koncept prevar, se v Sloveniji še nismo soočili s temi težavami, kaj šele, da bi jih presegli in odpravili.
Konvencija predstavlja le okvir, na katerem temeljijo kazniva dejanja, v povezavi z digitalnimi tehnologijami. Tako lahko vsaka država glede na svoje potrebe prilagodi njeno zakonodajo. Protokol tako ni statičen dokument, ampak se stalno prilagaja spremembam in napredku. Države podpisnice tako lahko predlagajo dodatne amandmaje, za katere o sprejemu nato odloča odbor ministrov. Konvencija je bila ratificirana v zelo malo državah, ampak je imela velik vpliv na spreminjanje in sprejemanje zakonodaj o kibernetskem kriminalu.